# Kremberk
Kremberk – wieś w Słowenii, w gminie Sveta Ana. W 2018 roku liczyła 235 mieszkańców.